# 黑田氏
黒田氏（くろだし）是日本的氏族。以黑田孝高（官兵衛・如水）・長政之一族知名。江戶時代至明治維新是筑前國福岡藩主。

## 福岡藩主・黒田氏
根據立藩40年後作成的《寛永諸家系圖傳》，筑前國福岡藩的黑田氏可追溯在戰國時代後期活動的播磨國國人領主黑田重隆。根據〈寛永系圖〉(日语：『寛永系図』)，出自中世近江國的佐佐木氏（京極氏）分家黑田氏之流，但是，重隆以前的系譜不詳。根據福岡藩士貝原益軒編纂的黑田家正史《黑田家譜》(日语：『黒田家譜』)，16世紀初，屬近江源氏分流之佐佐木氏流的高政離開近江國，依靠同屬近江源氏分流的加地氏幫助，前往備前國邑久郡的福岡。之後，高政之子重隆移至播磨國，效力於同國之勢力家族小寺氏。根據近世成立的《夢幻物語》(日语：『夢幻物語』)，重隆曾製造、販賣家傳的治眼藥，在土豪家族環境中成長。
但是，近世以來的歷史學者對近江黑田氏和福岡藩主黑田氏之間的關連抱持疑問，黑田氏的出自目前有近江、明石、西脇的諸多說法。

### 系譜
```
凡例
　粗線是實子、細線是養子、粗體字是當主。
```

```
（
高政
）
   ┃
  
重隆

   ┣━━━┓
  
職隆
   
高友

   ┣━━━┳━━━┳━━━┓
  
孝高
   
利高
     
利則
    
直之

   ┠─────┐
  
長政
  　　 
一成
（
加藤重德
之子、
三奈木黑田家
初代）
   ┣━━━━━━━━━━━┳━━━┓
  
忠之
                 　 
長興
    
高政

   ┣━━━━━━━┓　　  ┣━━━┓
  
光之
　　        
之勝
　　
長重
　　 勝子━┳━
黑田一貫
（三奈木黑田家3代、一成曾孫）
   ┣━━━┓　　　┃　　　　　　　　　┃
  
綱政
　　
長清
　　
長軌
　　　　　　　　鶴子━┳━
野村祐春
（
野村氏
）
   ┃　　　┃　 　 ｜　　　　　　　　　　　 ┃
  
宣政
　　
繼高
　　
長貞
　　　　　　　　　　
長貞
 
  　　　　 ｜　 　 ┣━━━┓
  　　　　
治之
　　
長邦
　　 春姫━━━━━━━━━┳━━
秋月種美

  　　　　 ｜　 　 ┣━━━┓　　　　　　　　    ┃
  　　　　
治高
　　
長惠
　　 此子━┳━
山崎義俊
　　
秋月種茂

  　　　　 ｜　 　 ｜　　　    ┃ 　　　　　　　 ┃
  　　　　
齊隆
　　
長堅
　 　 　
長堅
　　　　  　　
長舒

  　　　　 ┃　　  ｜
  　　　　
齊清
　　
長舒

  　　　　 ｜　 　 ┃
  　　　　
長溥
　　
長韶
　　
  　　　　 ｜　 　 ｜
  　　　　
長知
　　
長元

  　　　　 ┃　 　 ┣━━━┓
  　　　　
長成
　　
長義
　　
長德

  　　　　 ┃
  　　　　
長禮

  　　　　 ┃
  　　　　
長久

  　　　　 ┃
  　　　　
長高
```

## 脚注
1. ↑  黑田高政實際存在的信憑性薄弱。

## 参照文献
- 太田亮著、上田萬年、三上参次監修『姓氏家系大辞典 第3巻』（角川書店、1934年）
- 諏訪勝則 著『黒田官兵衛』（中公新書、2013年）

## 關連項目
- 黑田節